# Stella Maeve
Stella Maeve Johnston (* 14. listopad 1989, New York City, New York, Spojené státy americké), zkráceně Stella Maeve, je americká herečka. Od roku 2015 hraje jednu z hlavních rolí v seriálu V zajetí kouzel.

## Kariéra
První filmová role přišla v roce 2005 s filmem Transamerika, poté si zahrála v komedii Harold (2008) a Nejlepší z Brooklynu (2009). Věnovala se také televizní tvorbě; role v seriálu Super drbna (2008–09) a role v seriálu Dr. House (2010–2011). Sandy West si zahrála ve filmu The Runways, po boku Kristen Stewart a Dakoty Fanning. V roce 2013 byla obsazena do role mladší sestry detektiva Waltera Clarka (Theo James) v dramatickém seriálu Golden Boy. V lednu 2014 se objevila jako Nadia v seriálu Chicago P.D.. Její postava byla zabita v crossover epizodě se seriály Zákon a pořádek: Útvar pro zvláštní oběti a Chicago Fire.
Od roku 2015 hraje jednu z hlavních rolí v seriálu stanice Syfy V zajetí kouzel.

## Filmograife
| Rok       | Název                                    | Role                         | Poznámky                                               |
| --------- | ---------------------------------------- | ---------------------------- | ------------------------------------------------------ |
| 2005      | Liminality                               | Kat                          | Krátkometrážní flm                                     |
| 2005      | Transamerika                             | Taylor                       |                                                        |
| 2006      | Euthanasia                               | Becky                        | Krátkometrážní flm                                     |
| 2007      | Remember the Daze                        | Lighty                       |                                                        |
| 2008      | Harold                                   | Shelly Clemens               |                                                        |
| 2009      | See Kate Run                             | Sarah                        | Televizní film                                         |
| 2009      | Nejlepší z Brooklynu                     | Cynthia                      |                                                        |
| 2009      | Asylum Seekers                           | Alice                        |                                                        |
| 2010      | The Runaways                             | Sandy West                   |                                                        |
| 2010      | Podežrelá                                | Sarah Patterson              |                                                        |
| 2010      | Moje super psycho úžasné šestnáctiny 2   | Zoe                          | Televizní film                                         |
| 2011      | All Together Now                         | Rachel                       |                                                        |
| 2012      | Manson Girls                             | Linda Kasabian               |                                                        |
| 2012      | Samaritan                                | Missy Blancmange             |                                                        |
| 2012      | Starlet                                  | Melissa                      |                                                        |
| 2012      | Recreator                                | Tracy Bernstein              |                                                        |
| 2015      | Temné léto                               | Abby                         |                                                        |
| 2015      | Flipped                                  | Nicole Diamond               |                                                        |
| 2016      | Long Nights Short Mornings               | Lily                         |                                                        |
| 2017      | Take the 10                              | Brooke                       |                                                        |
| Televize  |                                          |                              |                                                        |
| Rok       | Název                                    | Role                         | Poznámky                                               |
| 2005      | Zákon a pořádek: Zločinné úmysly         | Gloria Barton/Sylvie Skoller | 2 díly                                                 |
| 2005      | Právo a pořádek                          | Alexis Henderson             | díl: „Acid“                                            |
| 2006      | Zákon a pořádek: Útvar pro zvláštní obět | Leslie Sweeney               | díl: „Pod vlivem“                                      |
| 2007      | The Bronx Is Burning                     | Joanne Lomino                | díl: „The Straw“                                       |
| 2009      | Super drbna                              | Emma Boardman                | 2 díly                                                 |
| 2009      | Kriminálka Las Vegas                     | Marnie Bennett               | díl: „Město duchů“                                     |
| 2010      | Sběratelé kostí                          | Amber Flaire                 | díl: „Kostra v dodávce“                                |
| 2010      | Dr. House                                | Kenzie                       | 2 díly                                                 |
| 2011      | Funny or Die Presents...                 | Ann                          | díl: 2.9 (segment "Jeff Baker: Jr. College Professor") |
| 2011      | Lovelives                                | Maddie                       | TV film                                                |
| 2012      | Chirurgové                               | Lily                         | díl: „Najednou“                                        |
| 2013      | Policajt z New Yorku                     | Agnes Clark                  | hlavní role, 13 dílů                                   |
| 2014–2015 | Chicago P.D.                             | Nadia Decotis                | vedlejší role, 18 dílů                                 |
| 2014      | Rizzoli & Isles: Vraždy na pitevně       | Kelsey                       | díl: „Smrtící hra“                                     |
| 2015      | Zákon a pořádek: Útvar pro zvláštní obět | Nadia Decotis                | díl: „Bestie“                                          |
| 2015–2020 | V zajetí kouzel                          | Julia Wicker                 | hlavní role                                            |